# Señor de la torre
El señor de la torre era el gobernador de un distrito rural del Imperio Hitita. Tenía bajo su mando a oficiales dugud, cada uno de los cuales tenía, a su vez, el mando de unos cuantos soldados.

## Historia
La responsabilidad de la fortaleza principal era del señor de la torre, que tenía que vigilar el mantenimiento de la fortaleza en buen estado, controlar la madera, la intendencia y los edificios. También tenía el control sobre  templos, jardines, huertas y baños. Los sacerdotes de Sanga, los sacerdotes de Gudu y las sacerdotisas Siwanzanna -šiwanzanna- debían de darle su informe y, en caso de que no se cumpliesen sus obligaciones, debía asumir personalmente su trabajo.
El juez principal era el maskim pero el señor de la torre también podía juzgar, por lo que debía viajar por todo el distrito y realizar los juicios al llegar a cada lugar.
El señor de la torre también disponía de una especie de patronaje sobre los soldados establecidos desde otros distritos -por ejemplo en las instrucciones de anarwandas se mencionan a kasiyaya -kašiyaya-, himmuwa, tegarama e isuwa -išuwaya-.
A los que se establecían de nuevo en el distrito, el señor les tenía que dar una exención de tres años de tasas y les debía ayudar en su establecimiento -pero el primer año se tenía que mantener por sí mismo y el señor controlaba que el cultivo se hiciese correctamente-. Asimismo, cuando se abandonaba el distrito y dejaba las tierras, las tenía que reasignar a nuevos venidos o a los ya establecidos.
El señor de la torre ocupa un relato en Historia universal de la infamia, una colección de historias cortas escritas por Jorge Luis Borges, en la que el autor trata versiones repasadas de historias reales.